# Onda piloto
Onda piloto, na física teórica, é um conceito na teoria de variável oculta que explica que o estado de um sistema físico, tal como formulado pela mecânica quântica, não dá uma descrição completa para o sistema; ou seja, que a mecânica quântica é, em última análise, incompleta e que uma teoria completa daria categorias descritivas para explicar todo o comportamento observável e, assim, evitar qualquer indeterminismo. Segundo a teoria da onda piloto, as partículas têm trajetórias definidas, mas por causa da influência da onda piloto, elas ainda apresentam estatísticas em forma de onda. Esse conceito foi apresentado por Louis de Broglie em 1927, também é chamado como mecânica bohmiana e foi o primeiro exemplo conhecido de uma teoria de variáveis ocultas. Sua versão mais moderna, a teoria de de Broglie-Bohm, interpreta a mecânica quântica como uma teoria determinística, evitando noções problemáticas como dualidade onda-partícula, colapso da função de onda instantâneo e o paradoxo do gato de Schrödinger. Para resolver esses problemas, a teoria é inerentemente não local.
A teoria das ondas piloto de Broglie-Bohm é uma das várias interpretações da mecânica quântica (não-relativística). Uma extensão ao caso relativista foi desenvolvida desde os anos 90.

## A teoria da onda piloto

### Princípios

(a) Um caminhante em um curral circular. Trajetórias de comprimento crescente são codificadas por cores de acordo com a velocidade local da gotícula (b) A distribuição de probabilidade da posição da gota ambulante corresponde aproximadamente à amplitude do modo de onda Faraday do curral.
A teoria traz à luz a não localidade que está implícita na formulação não relativista da mecânica quântica e a utiliza para satisfazer o teorema de Bell. Pode-se mostrar que esses efeitos não locais são compatíveis com o teorema da não comunicação, que impede o uso deles para uma comunicação mais rápida que a luz e, portanto, é empiricamente compatível com a relatividade.
- a teoria tem realismo (significando que seus conceitos existem independentemente do observador);
- a teoria tem determinismo.

As posições das partículas são consideradas as variáveis ocultas. O observador não apenas não conhece o valor exato dessas variáveis do sistema quântico considerado e não pode conhecê-las precisamente porque qualquer medição as perturba. Por outro lado, algo (o observador) é definido não pela função de onda dos átomos, mas pelas posições dos átomos. Portanto, o que se vê ao seu redor também são as posições das coisas próximas, não suas funções de onda.
Uma coleção de partículas tem uma onda de matéria associada, que evolui de acordo com a equação de Schrödinger. Cada partícula segue uma trajetória determinística, que é guiada pela função de onda; coletivamente, a densidade das partículas está de acordo com a magnitude da função de onda. A função de onda não é influenciada pela partícula e pode existir também como uma função de onda vazia.
A teoria traz à luz a não localidade que está implícita na formulação não relativista da mecânica quântica e a utiliza para satisfazer o teorema de Bell. Pode-se mostrar que esses efeitos não locais são compatíveis com o teorema da não comunicação, que impede o uso deles para uma comunicação mais rápida que a luz e, portanto, é empiricamente compatível com a relatividade.
De acordo com a teoria das ondas piloto, a partícula pontual e a onda de matéria são entidades físicas reais e distintas (ao contrário da mecânica quântica padrão, onde partículas e ondas são consideradas as mesmas entidades, conectadas pela dualidade onda-partícula). A onda piloto guia o movimento das partículas pontuais, conforme descrito pela equação de orientação.

## Base matemática
Para derivar a onda piloto de Broglie-Bohm para um elétron, o procedimento quântico de Lagrange
{\displaystyle L(t)={\frac {1}{2}}mv^{2}-(V+Q),}
onde  {\displaystyle Q} é o potencial quântico relacionado com a força quântica e pode ser expresso por:
{\displaystyle Q=-{\frac {\hbar ^{2}}{2m}}{\frac {\nabla ^{2}{\sqrt {\rho }}}{\sqrt {\rho }}}.}
Esse potencial é integrado precisamente ao longo do caminho (aquele que o elétron realmente segue). Isto conduz à seguinte fórmula para o propagador de Bohm:
{\displaystyle K^{Q}(X_{1},t_{1};X_{0},t_{0})={\frac {1}{J(t)^{\frac {1}{2}}}}\exp \left[{\frac {i}{\hbar }}\int _{t_{0}}^{t_{1}}L(t)\,dt\right].}
Este propagador permite controlar o elétron precisamente ao longo do tempo sob a influência do potencial quântico.
Uma segunda maneira de encontrar a onda de matéria de de Broglie para uma única partícula é dada pela equação de Schrödinger dependente do tempo:
{\displaystyle i\hbar {\frac {\partial \psi }{\partial t}}=\left(-{\frac {\hbar ^{2}}{2m}}\nabla ^{2}+V\right)\psi \quad .}
Se expressarmos a função de onda em coordenadas polares, conforme a proposta de Erwin Madelung, temos:
{\displaystyle \psi ={\sqrt {\rho }}\;\exp \left({\frac {i\,S}{\hbar }}\right),}
onde {\displaystyle \rho } é a densidade de probabilidade e S é a fase da onda piloto.  A velocidade de Bohm pode ser encontrada substituindo a função de onda na equação de Schrödinger e obtendo a equação de continuidade: 
{\displaystyle \partial \rho /\partial t+\nabla \cdot (\rho v)=0\;,}
onde {\displaystyle v} é a velocidade de Bohm definida por:
{\displaystyle {\vec {v}}({\vec {r}},t)={\frac {\nabla S({\vec {r}},t)}{m}}\;.}
A interpretação de Bohm assume que a partícula é guiada pela onda piloto e sua trajetória pode ser encontrada integrando a velocidade de Bohm. Em 2011, o cientista Aephraim Steinberg utilizou o experimento de fenda dupla para realizar uma medida fraca simultaneamente da posição e do momento de um fóton, obtendo pela primeira vez uma prova experimental das trajetórias de Bohm.
O potencial quântico descrito anteriormente pode ser facilmente obtido pela equação de Hamilton-Jacobi:
{\displaystyle -{\frac {\partial S}{\partial t}}={\frac {\left(\nabla S\right)^{2}}{2m}}+V+Q\;,}
Se igualarmos o potencial quântico a zero, a equação acima reduz-se ao caso de uma partícula clássica. 

### Função de onda vazia
Lucien Hardy e John Stewart Bell enfatizaram que no quadro de Broglie–Bohm da mecânica quântica podem existir ondas vazias, representadas por funções de onda que se propagam no espaço e no tempo, mas não carregando energia ou momento e não associadas a uma partícula. O mesmo conceito foi chamado de ondas fantasmas (ou "Gespensterfelder", campos fantasmas) por Albert Einstein. A noção de função de onda vazia foi discutida controversa. Em contraste, a interpretação de muitos mundos da mecânica quântica não exige funções de onda vazia.